# Unbekannte Helden – Widerstand im Südwesten

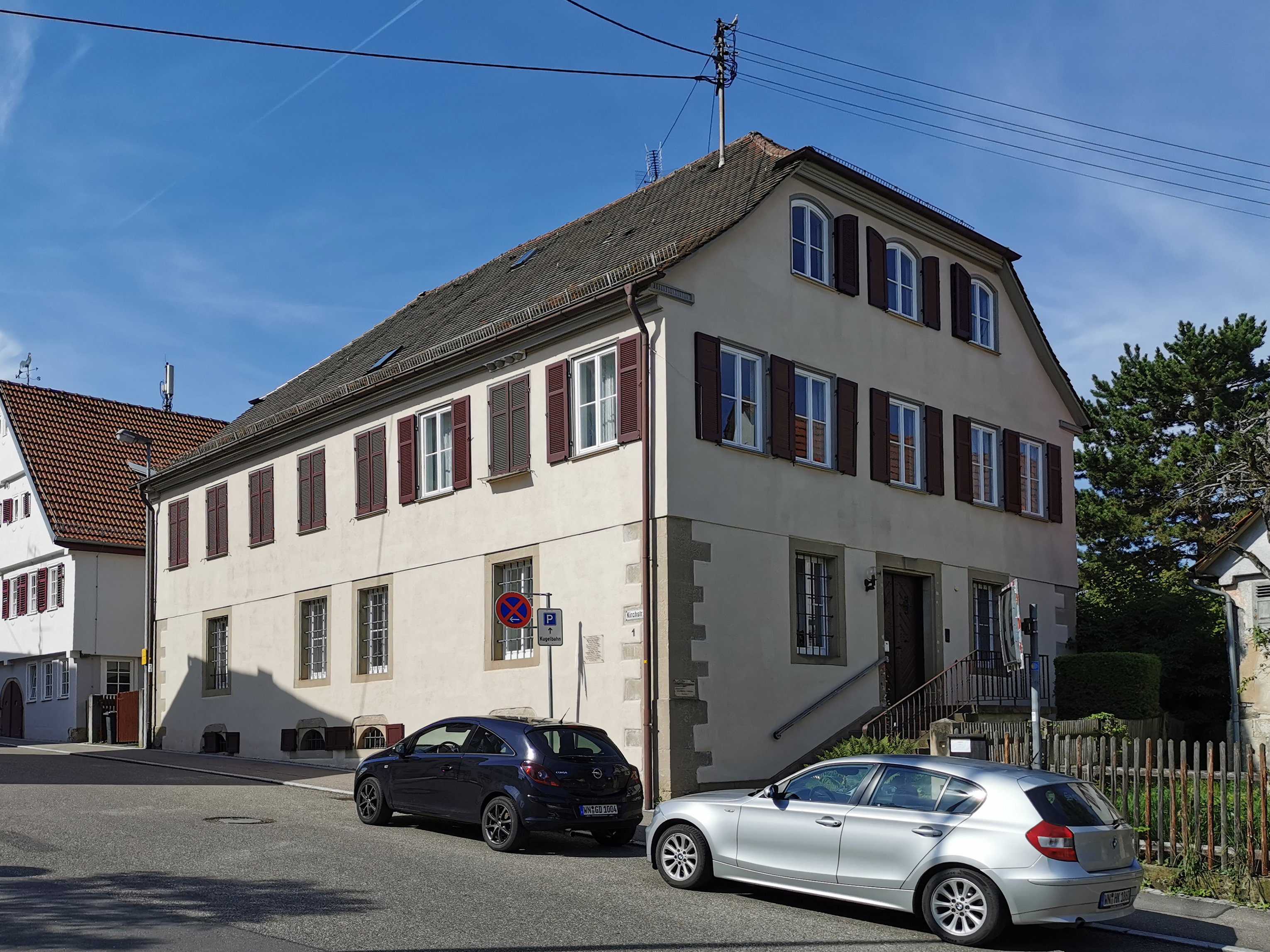
Das letzte Versteck der Krakauers in Stetten bei Stuttgart

Das TV-Dokudrama Unbekannte Helden – Widerstand im Südwesten beschreibt an fünf Beispielen die Hintergründe zu einzelnen Widerstandshandlungen gegen den nationalsozialistischen Machtapparat in der Endphase des Zweiten Weltkrieges. Er zeigt im Wechsel auch, wie der NS-Apparat so genannte Endphaseverbrechen beging und deren lähmende Auswirkung auf die Bevölkerung. Das von ausgewiesenen Historikern begleitete Dokudrama über „Unbekannte Helden“ benutzt dazu zeitgenössische Fotografien und alte private Filmaufnahmen, Augenzeugenberichte/Interviews und nach früheren Zeugnissen und mit einer detailgetreuen Ausstattung oft an Originalschauplätzen gestalteten Spielszenen. Neben Ulrike Folkerts, Walter Sittler, Karl Kranzkowski und Sebastian Blomberg wirkten dabei über einhundert Statisten mit. Regie führten 2019 Bernhard Stegmann und Samuel Ackermann. Der dann ausgezeichnete Film wurde im Auftrag des SWR produziert. Die Erstausstrahlung erfolgte am 3. Mai 2020 im SWR-Programm. Der Begriff Unbekannte Helden im Titel steht als Gegensatz zu den seit Kriegsende allgemein bekannten Personen des deutschen Widerstands, wie denen des 20. Juli 1944 (Berlin/Führerhauptquartier Wolfsschanze) oder der „Weißen Rose“ (München).

## Handlung
Erstes Beispiel: Der Volkssturm in Brettheim, die Frage nach der Aufhängung weißer Fahnen, die Entwaffnung von Hitlerjungen. Friedrich Hanselmann wird deshalb vor dem Ort durch SS-Angehörige aufgehängt, zusammen mit dem Bürgermeister und dem NSDAP-Ortsgruppenleiter (Männer von Brettheim). Der Ort Brettheim wird nach militärischen Aktionen der SS schließlich durch die Alliierten bombardiert.
Zweites Beispiel: Sofie Schlegel, Wäschereibesitzerin, und andere Frauen in Pfullingen sorgen beim Pfullinger Frauenaufstand für die Übergabe der Stadt ohne Todesopfer.
Drittes Beispiel: Willi Lohner, Hans-Clemens Weiler und andere Jugendliche in der Michaeltruppe (katholische Jugend rund um Kruft). Sie kamen wegen angeblicher Wehrkraftzersetzung ins Jugend-KZ Moringen
Viertes Beispiel: Die Heeresmunitionsanstalt (Muna) in Urlau, Allgäu, ist das zentrale Wehrmachts-Giftgaslager, auch mit Tabun. Der Major Günther Zöller beschreibt in einem Brief die Abläufe bis zur Übergabe des Depots an die französischen Truppen. Der benachbarte Ort wird nicht zerstört.
Fünftes Beispiel: Die dramatische Flucht einzelner von Deportation bedrohter Juden innerhalb Deutschlands am Beispiel von Stetten im Remstal. Ein württembergisches Pfarrernetzwerk bringt gefährdete Juden bei sich unter, die sogenannten U-Boote. Pfarrer Otto Mörike und die Pfarrfrau Hildegard Spieth setzen sich für die Eheleute Max und Ines Krakauer ein. Diese flohen über einen Zeitraum von zweieinhalb Jahren immer wieder und wurden in 28 Pfarrhäusern und anderen Verstecken zeitweise beherbergt und geschützt, bevor der alliierte Sieg sie befreien konnte.

## Hintergrund
Gedreht wurde vom 16. November 2019 bis zum 28. Februar 2020 an Originalschauplätzen in Brettheim, Pfullingen, Schloss Schillingsfürst, Stetten und Urlau.

## Auszeichnungen
- Silberner Delphin 2020 des „Cannes Corporate & TV Awards-Festival“